# حول داخلي
الحول الداخلي أو الحول الإنسي هو شكل من أشكال حول العين أو «الانحراف»، والذي فيه إحدى أو كلتا العينين تتحول إلى الداخل. ويمكن لهذه الحالة أن تكون موجودة باستمرار أو تحدث بشكل متقطع، وأن تعطي للفرد المتضرر مظهر «العينين المتقاطعتين». في بعض الأحيان فان الحول الإنسي يسمى بصورة خاطئة «العين الكسولة»، وهي الحالة التي تصف حالة الغمش بأنها انخفاض في رؤية إحدى أو كلتا العينين وهي ليست نتيجة لأية آفة مرضية للمسار البصري ويتعذر حلها من خلال استخدام العدسات التصحيحية. مع ذلك يمكن للغمش أن ينشأ كنتيجة للحول الإنسي الذي يحدث في مرحلة الطفولة: من أجل التخفيف من أعراض ازدواج الرؤية أو الرؤية المزدوجة فان دماغ الطفل سيتجاهل أو «يقمع» الصورة من العين المصابة بالحول الإنسي، والتي عند السماح باستمرارها دون علاج ستؤدي لتطوير الغمش. خيارات علاج الحول الإنسي تشمل النظارات لتصحيح الأخطاء الانكسارية (انظر الحول الإنسي التكيفي أدناه) استخدام الموشورات و/ أو تمارين طب العيون و/ أو جراحة عضلات العيون.

## تصنيف الحول الإنسي
1.اليمين أو اليسار أو بالتناوب
الشخص المصاب بالحول الإنسي سوف يصاب بالانحراف في العين اليمنى أو العين اليسرى ولكن ليس في كلتا العينين سويا في وقت واحد على الإطلاق. في الحول الإنسي الايسر فان 'الانحراف' يكون في العين اليسار. أما الحول الإنسي الأيمن فان 'الانحراف' يكون في العين اليمنى.اما في الحول الإنسي بالتناوب فان المريض قادر على تثبيت عينيه بالتناوب بين العين اليمنى واليسرى بحيث انه في لحظة واحدة فان العين اليمنى تثبت والعين اليسرى تتحول إلى الداخل وفي التالي العين اليسرى تثبت، واليمنى تتحول إلى الداخل. وفي هذه الحالة فان المريض يميل إلى دوام التركيز على عين واحدة وانحراف الأخرى ومن المرجح ان العين المنحرفة قد تطور بعض الغمش. من غير المرجح ان تتطور حالة الأشخاص المصابين بالانحراف المتبادل للغمش لأن كلا العينين سوف تتلقيان التحفيز البصري على قدم المساواة. ومن الممكن تشجيع التناوب من خلال استخدام الانسداد أو الترقيع على 'السائدة' أو 'تثبيت' العين للتشجيع على استخدام العين الأخرى. العديد من الأشخاص المصابين بالحول الإنسي ولدوا بهذا.
2. مقارنة المصاحبة مع غير المصاحبة
الحول الانسي ممكن ان يكون مصاحبا حيث ان حجم الانحراف لا يختلف باتجاه البصر أو يكون الحول الانسي غير المصاحب حيث اتجاه البصر يؤثر على الحجم أو الوجود الصحيح للحول الإنسي. غالبية المصابين بالحول الانسي يكون مصاحبا ويبدأ في وقت مبكر في مرحلة الطفولة عادة بين الذين تتراوح أعمارهم بين 2-4 سنوات. الحول الانسي غير المصاحب يحدث في مرحلة الطفولة والبلوغ على حد سواء كنتيجة للمشاكل العصبية أو العضلية أو الميكانيكية التي تؤثر على العضلات المسيطرة على حركات العين.
3. الابتدائي أو الثانوي أو على التوالي
الحول الانسي المصاحب ينشأ كمشكلة أولية، وفي هذه الحالة يتم تعيينه على أنه 'ابتدائي' كنتيجة لخسارة أو ضعف الرؤية، وفي هذه الحالة يصنف على أنه' ثانوي' أو في أعقاب التصحيح المفرط للحول الخارجي الأولي حيث هو حالة توصف بأنها 'متتالية'. الأغلبية الساحقة من المصابين بالحول الانسي اصابتهم ابتدائية.

## مصاحبة الحول الإنسي
يمكن تقسيم مصاحبة الحول الإنسي ذاته إلى المصابين به بشكل مستمر أو متقطع.
1. الحول الإنسي المستمر
الحول الإنسي المستمر، كما يتضح من الاسم، موجود طوال الوقت سواء مع وبدون نظارة، في حال ارتداء المصاب به نظارة، وعلى جميع مسافات التثبيت. ومع ذلك ربما له عنصر متكيف (أن يتأثر من خلال ممارسة الجهد التكيفي أو جهد 'التركيز') عند النظر في الأجسام القريبة، وهذا سيؤدي إلى جعل الحول الإنسي أكثر وضوحا عندما ينظر الافراد المتضررين إلى الأجسام القريبة إليهم.
2. الحول الإنسي المتقطع
المصابين بالحول الانسي المتقطع، ومرة أخرى كما يوحي الاسم فهو ليس موجودا دائما: قد يكون مرئيا عند النظر إلى الأجسام القريبة ولكن ليس عند النظر إلى الأجسام البعيدة (الحول الإنسي القريب) أو نادرا ما يظهر عند النظر إلى الأشياء البعيدة ولكن ليس على القريبة منها (مسافة الحول الإنسي). وفي حالات نادرة جدا، قد تحدث فقط في دورات متكررة في يوم واحد ولا تحدث في يوم أخر (دورية الحول الإنسي). ومع ذلك، فإن الأغلبية الساحقة من المصابين بالحول الانسي المتقطع هم متكيفين في الأصل.

## الحول الإنسي التكيفي
غالبا ما يشاهد الحول الإنسي التكيفي في المرضى الذين يعانون من كميات معتدلة من مد البصر. والشخص مديد البصر في محاولته ل «تكييف» أو تركيز العينين يعمل على تقريب العينين بالإضافة إلى أن تقارب العينين يترافق مع تنشيط التكيف اللا ارادي. أن التقارب المفرط المقترن بالتكيف الإضافي اللازم لتجاوز أخطاء العيوب الانكسارية لمد البصر سيسرع فقدان السيطرة على العينين ويؤدي إلى تطوير الحول الإنسي.
إن فرص تطور الحول الإنسي في مثل هذه الحالات تعتمد إلى حد ما على مقدار وجود مد البصر. في حال أن درجة الخطأ صغيرة، فإن الطفل سوف يكون بالعادة قادرا على الاحتفاظ بالسيطرة على العينين لأن كمية التكيف الزائدة المطلوبة لإنتاج رؤية واضحة هي أيضا صغيرة. بيد انه كانت درجة مد البصر كبيرة، فان الطفل قد لا يكون قادرا على إنتاج رؤية واضحة بغض النظر عن مدى ممارسته للتكيف الإضافي، وبالتالي عدم وجود أي حافز للتكيف المفرط وهذا التقارب يؤدي إلى ظهور الحول الإنسي. ومع ذلك، حيث أن درجة الخطأ صغيرة بما يكفي للسماح للطفل لتوليد رؤية واضحة من التكيف الزائد، ولكن كبيرة بما يكفي لعرقلة سيطرته بالعينين وبالتالي ظهور الحول الإنسي.
اما في حالة ان الحول الإنسي ليس سوى نتيجة للخطأ غير المصحح لمد البصر المنكسر، فان تزويد الطفل بالنظارات الصحيحة وضمان ارتداءه النظارات طوال الوقت، غالبا ما يكون كافيا للسيطرة على هذا الانحراف. في مثل هذه الحالات، والمعروفة باسم 'المصابين بالحول الانسي التكيفي الكامل'، سيشاهد الحول الإنسي فقط عندما يزيل الطفل النظارات. العديد من الكبار المصابين بهذا النوع من الحول الانسي في مرحلة الطفولة سيستفيدون من العدسات اللاصقة للسيطرة على 'الحول.
وهناك نوع ثان للحول الإنسي التكيفي أيضا، والمعروف 'بالحول الإنسي المفرط التقارب '. في هذه الحالة يمارس الطفل التقارب التكيفي المفرط المتعلق بتكيف العين. وهكذا، وفي مثل هذه الحالات، حتى عندما يتم تصحيح جميع الأخطاء الكامنة الانكسارية لمد البصر، فإن الطفل سوف يواصل الانحراف عند النظر في الأجسام الصغيرة جدا أو يقرأ بحروف صغيرة. على الرغم من أنهم المصابين به سيبذلون قدرا طبيعيا من التكيف أو جهد 'التركيز'، فان مقدار التقارب المقترن بهذا المجهود مفرط، مما يؤدي للحول الإنسي. وفي مثل هذه الحالات أن التصحيح الإضافي لمد البصر يتم وصفه بشكل من أشكال العدسات ثنائية البؤرة، للحد من درجة التكيف، وبالتالي التقارب المبذول. سوف يتعلم الكثير من الأطفال تدريجيا كيفية السيطرة على الحول الانسي، وأحيانا بمساعدة من التمارين طب العيون. ومع ذلك، فإن البعض الآخر يتطلب في نهاية المطاف جراحة إضافية لعضلات العين لحل مشاكلهم.

## الحول الانسي الخلقي
الحول الإنسي الخلقي، أو الحول الإنسي الطفولي، هو نوع فرعي محدد للحول الإنسي المصاحب الابتدائي. وهو الحول الإنسي المستمر بقدر كبير ومتسق الظهور بين الولادة وستة أشهر من العمر. لا يرتبط هذا النوع مع مد البصر، وبالتالي فإن الجهد المبذول للتكيف لن يؤثر بشكل ملحوظ على زاوية الانحراف. بيد أن زاوية الانحراف مقترنة مع الاختلالات العينية الأخرى بما في ذلك الإجراءات الزائدة على العضلات المنحرفة وفصل الانحراف العمودي (دي في دي) والرأرأة الواضحة الكامنة والاختطاف المعيب، والذي يتطور كنتيجة لميل الحول الانسي الطفولي ل 'تثبيت التقاطع'. تثبيت التقاطع ينطوي على استخدام العين اليمنى للنظر إلى الجهة اليسرى والعين اليسرى للنظر إلى اليمنى، ووجود نمط بصري سيكون 'طبيعيا ' للأشخاص المصابين بالحول بزاوية كبيرة والذين انحرفت عيونهم بالفعل نحو الجانب الآخر.
أصل الحالة غير معروف، وظهورها في مرحلة مبكرة يعني أن الأفراد المتضررين المحتملين لتضرر تطوير رؤية العينين لديهم محدودين. نهج العلاج الملائم لا يزال مسألة ذات نقاش. فبعض أطباء العيون يفضلون العلاج الجراحي في وقت مبكر كتقديم أفضل الاحتمالات لرؤية العينين في حين أن آخرين لا يزالون غير مقتنعين أن احتمالات تحقيق هذه النتيجة جيدة بما يكفي لتبرير التعقيد المتزايد والمخاطر المرتبطة بالعمل الجراحي على من هم دون سن سنة واحدة.

## الحول الإنسي غير المتصاحب
يعتبر الحول الإنسي غير المتصاحب حالة يتفاوت فيها الحول الإنسي في الحجم مع اتجاه النظر. ويمكن أن يحدث في كل من مرحلة الطفولة وسن الرشد، وينشأ كنتيجة لمشاكل عصبية أو ميكانيكية أو عضلية. قد تؤثرهذه المشاكل تأثيراً مباشراً على عضلات العين الإضافية نفسها، ويمكن أن تنتج أيضاً عن الظروف التي تؤثر على العصب أو على توريد الدم لهذه العضلات أو البنى العظمية الحجاجية المحيطة بها. ومن تتضمن الأمثلة على الظروف التي تؤدي إلى الحول الإنسي شلل العصب الجمجمي السادس (أو العصب المبعد) أو متلازمة دوان أو الإصابة الحجاجية.

## العلاج
التكهن بكل حول سيعتمد على أصل حالاته وتصنيفها. ومع ذلك، عموما، فانه من اللباقة اتباع المسارات التالية:
1. تحديد وعلاج أية حالة كامنة في النظام.
2. وصف النظارات المطلوبة وإتاحة الوقت للمريض 'للاستقرار ' عليها.
3. استخدام الانسداد لمعالجة أي وجود للغمش وتشجيع التناوب بين العينين المصابتين بالحول.
4. من الملائم استخدام تمارين طب العيون في محاولة لاستعادة رؤية العينين.
5. من الملائم استخدام التصحيح الموشوري، إما بصفة مؤقتة أو دائمة، للتخفيف من أعراض الرؤية المزدوجة.
6. في حالات محددة وبشكل أساسي في المرضى البالغين، يمكن استخدام توكسين البوتولينوم إما كمنهج علاجي دائم أو كتدبير مؤقت للحيلولة دون انكماش العضلات قبل الجراحة
7. حيث ان عملية عضلات العين الاضافية من الاهمية بمكان فيمكن القيام بها لتحسين التصحيح الجراحي وفي بعض الأحيان استعادة رؤية العينين.

## وصلات خارجية
- الجمعية الدولية لطب العيون
- ما هو الحول الإنسي؟ جميع الأنواع والعلاجات
- FAQs: جراحة عضلة العين للحول الإنسي
- الجمعية البريطانية لمعلومات طب العيون والانحراف [وصلة مكسورة]
- الجمعية الأميركية لطب عيون الأطفال والحول -- المعلومات المتعلقة بالحول الإنسي التكيفي
- Australian Orthoptic Associationالجمعية الأسترالية لطب العيون
- موقع من شرق أنغلين نفيو المملكة المتحدة مع شرح ممتاز وصور فوتوغرافية لجميع أنواع الحول.